# エースイン松本
エースイン松本（エースインまつもと）は、長野県松本市深志にあるホテル。アルピコホテルズが運営している。

## 歴史

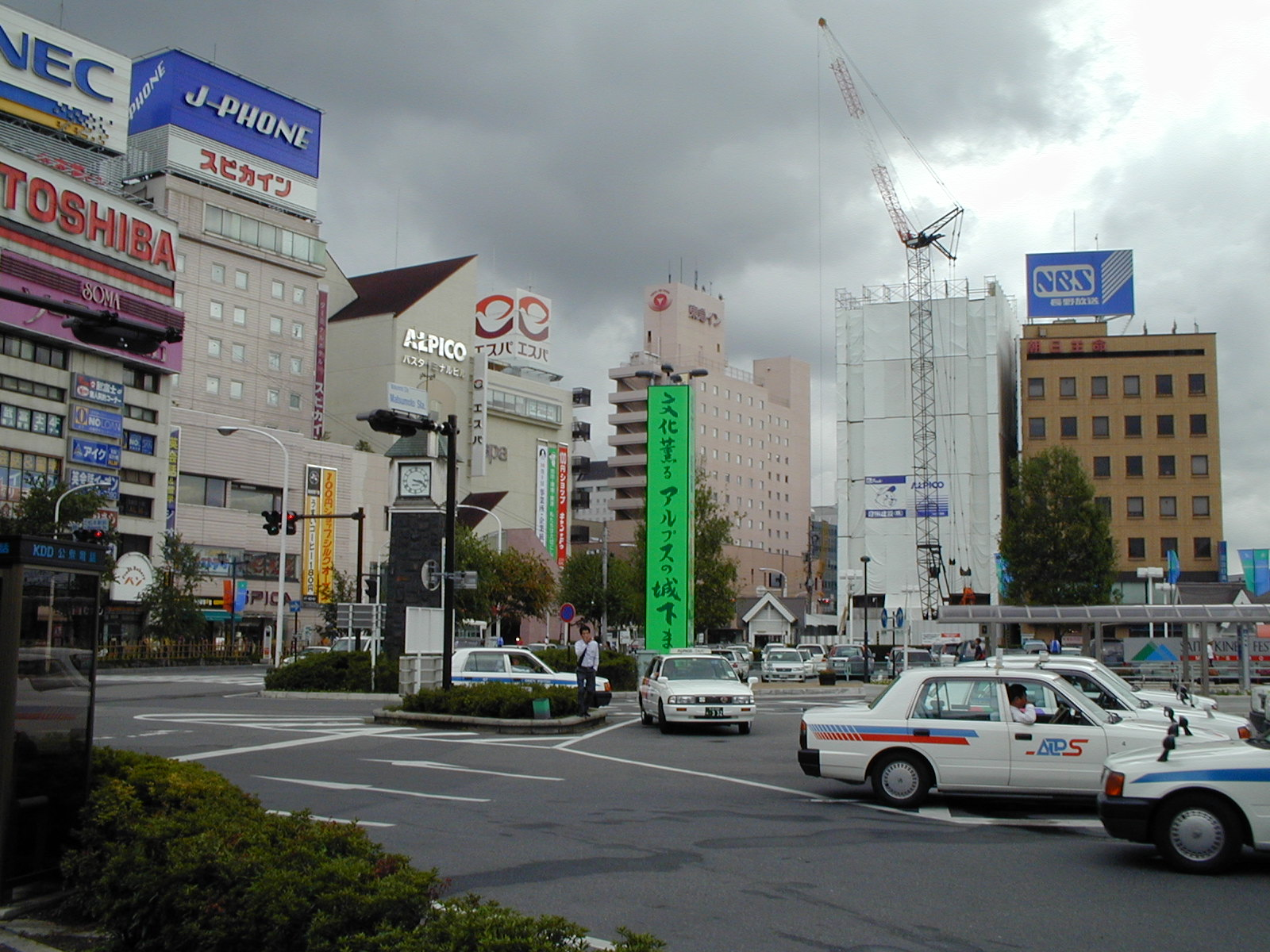
建設中（写真右、朝日生命ビル左隣、2001年9月撮影）

- 2001年（平成13年）12月 - 開業[2]。建物は鉄筋コンクリート構造の11階建て。設計は平成設計（松本市が建築確認）、施工は窪田建設[1]。
- 2005年（平成17年）11月24日 - 構造計算書偽造問題発覚に伴う安全確認のため一時休業[2]。検証の結果、震度5強の地震で倒壊の恐れがあると診断された[1]。これを受け、中間階免震構造化補強（1階のすべて柱の頭部に積層ゴムを挿入）と部材補強により、建物の耐震安全性を確保するよう改修。耐震補強工事に伴う営業自粛は1年間に及んだ[5][6]。東洋観光事業は本事業に必要な資金を日本政策投資銀行から融資で賄った（防災対応促進事業（防災格付）融資制度としては長野県内で初、日本のホテル事業としても初の適用例）[7]。

## 施設
当ホテルの建物は11階建てで、1階はフロント・ロビーなどの共用スペース、2階は全室ツインルーム、3階から上は全室シングルルームとなっている。客室数は合計157室で、内訳は下記の通り。
- シングルルーム（喫煙） - 50室
- シングルルーム（禁煙） - 101室
- ツインルーム - 4室
- デラックスツインルーム - 2室

なお、2005年の構造計算書偽造問題発覚時の報道によると、当時の客室数は167室であった。
食事は朝食のみ、株式会社スヰト（松本市大手）のパンを1階の朝食会場で提供している。
館内に大浴場のような共同浴場はないが、ホテル宿泊客向けに美ヶ原温泉「ホテル翔峰」（同グループ）の大浴場を無料で利用可能なサービスを提供している。

## 交通アクセス
公共交通機関
JR・アルピコ交通松本駅から徒歩1分間。
自家用自動車
長野自動車道・松本インターチェンジから自動車で約10分間。駐車場はホテル敷地内（有料）のほか、近隣（徒歩約5分間）のホテルブエナビスタ立体駐車場（無料）が利用できる。